# 水尾駅
水尾駅（みずおえき）は、かつて滋賀県高島郡高島町大字鴨（現在の高島市鴨）にあった江若鉄道の駅（廃駅）。

## 歴史
当駅は1929年（昭和4年）、江若鉄道が大溝駅から安曇駅まで開通したのに合わせて開業した駅である。駅名は当時の地名である高島郡水尾村に由来する。駅のすぐ北側で路線は天井川である鴨川にぶつかるため、それを越えるために線路を敷設する際には築堤や高架橋が築かれた。
江若鉄道は1969年（昭和44年）10月31日をもって営業を終了し、当駅も翌11月1日に廃止された。

### 年表
- 1929年（昭和4年）6月1日：江若鉄道の大溝 - 安曇間の延伸開業に伴い、高島郡水尾村に開業[4][5]。
- 1969年（昭和44年）11月1日：駅廃止[4]。

## 駅構造
水尾駅は旅客と貨物の両方を取り扱うことができた一般駅。ホームは線路の片側（近江今津方面に向かって右側）に1面のみ設けられていた（単式ホーム）。当初は列車交換が可能な駅だったが、交換設備が撤去された結果棒線駅となっている。
駅に設置されていた駅名標では、駅名が「みづお」と表記された。
| ← 浜大津 方面                   | 水尾駅 配線略図 | → 近江今津 方面 |
| 凡例 出典: 破線は撤去された配線 |                 |                 |

## 利用状況
初期の年間乗降客数・貨物取扱量の状況は以下の通り。
| 年間の旅客および貨物の取扱量 | 年間の旅客および貨物の取扱量 | 年間の旅客および貨物の取扱量 | 年間の旅客および貨物の取扱量 | 年間の旅客および貨物の取扱量 | 年間の旅客および貨物の取扱量 |
| 年                           | 旅客                         | 旅客                         | 貨物                         | 貨物                         | 出典                         |
| 年                           | 乗車                         | 降車                         | 発送                         | 到着                         | 出典                         |
| ---------------------------- | ---------------------------- | ---------------------------- | ---------------------------- | ---------------------------- | ---------------------------- |
| 1931年                       | 15,300人                     | 15,114人                     | 115トン                      | 729トン                      | [ 13 ]                       |
| 1934年                       | 17,608人                     | 17,567人                     | 111トン                      | 600トン                      | [ 14 ]                       |
| 1935年                       | 16,507人                     | 16,555人                     | 149トン                      | 608トン                      | [ 15 ]                       |
| 1936年                       | 15,456人                     | 15,650人                     | 90トン                       | 415トン                      | [ 16 ]                       |

## 駅周辺
駅は田園地帯の中にあり、開業当時は民家が3軒あった。駅があった場所は石材店に変わり、周囲には工場やアパートが立地している。
当駅付近の線路跡は江若鉄道の廃線後に開通した湖西線の建設に利用され、新しく高架橋が築かれた。この高架橋はもとあった江若鉄道のものより高さがあったため、周辺の住宅では電波障害が発生したという。湖西線は線路跡をなぞるように伸びていて、江若鉄道の遺構はほぼ残っていない。

## 隣の駅
江若鉄道
江若鉄道線
高島町駅 - 水尾駅 - 安曇川駅